# Torneio Aberto de Futebol do Rio de Janeiro de 1935
O Torneio Aberto  de Futebol do Rio de Janeiro de 1935 foi a primeira edição do Torneio Aberto de Futebol do Rio de Janeiro (da Liga Carioca de Football)  e reuniu 23 equipes, 13 delas da cidade do Rio de Janeiro, que então tinha o status de Distrito Federal e capital do Brasil. A competição foi conquistada pelo Fluminense.

## História
Sua fórmula consistiu em mata-mata no sistema de “nocaute duplo” (double KO), ou seja, para ser eliminado do torneio, se tinha que perder a partida da chave principal e a partida da repescagem. Os dois sobreviventes da chave principal e os dois sobreviventes da repescagem se classificaram ao turno final.
Essa foi a primeira edição desta competição.
Todas as partidas foram disputadas nos estádios do Fluminense e do America.

## Equipes participantes
| Equipe                   | Cidade         | Títulos |
| ------------------------ | -------------- | ------- |
| Anchieta                 | Rio de Janeiro | —       |
| America                  | Rio de Janeiro | —       |
| Aviação Naval            | Rio de Janeiro | —       |
| Bandeirantes             | Nova Iguaçu    | —       |
| Barreto                  | Niterói        | —       |
| Bonsucesso               | Rio de Janeiro | —       |
| Byron                    | Niterói        | —       |
| Encouraçado Minas Geraes | Rio de Janeiro | —       |
| Cascatinha               | Petrópolis     | —       |
| Encouraçado São Paulo    | Rio de Janeiro | —       |
| Engenho de Dentro        | Rio de Janeiro | —       |
| Filhos de Iguaçu         | Nova Iguaçu    | —       |
| Flamengo                 | Rio de Janeiro | —       |
| Fluminense               | Rio de Janeiro | —       |
| Fluminense de Niterói    | Niterói        | —       |
| Fuzileiros Navais        | Rio de Janeiro | —       |
| EC Iguaçu                | Nova Iguaçu    | —       |
| Jequiá                   | Rio de Janeiro | —       |
| Modesto                  | Rio de Janeiro | —       |
| Nictheroyense            | Niterói        | —       |
| Palestra Itália          | Rio de Janeiro | —       |
| Serrano                  | Petrópolis     | —       |
| Ypiranga                 | Niterói        | —       |

## Chave Principal

### Primeira Eliminatória
| 31 de março | Palestra Itália | 1 - 2 | Filhos de Iguaçu             | Estádio de Laranjeiras |
|             | Raphael 1T'     |       | Jarbas 1T' · Constantino 2T' | Árbitro: Jorge Marinho |

| 31 de março | America | 5 - 1 | Ypiranga | Estádio de Laranjeiras |
|             |         |       |          |                        |

| 31 de março | Jequiá         | 3 - 10 | Fluminense                                     | Rua Campos Salles                 |
|             | Odir · Nozinho |        | Vicentino · Russo · Pirica · Arrillaga · Brant | Árbitro: Carlos Oliveira Monteiro |

| 31 de março | Bonsucesso | 3 - 4 | Fuzileiros Navais | Rua Campos Salles |
|             |            |       |                   |                   |

| 7 de abril | Flamengo | 9 - 2 | Byron | Estádio de Laranjeiras |
|            |          |       |       |                        |

| 7 de abril | Cascatinha | 3 - 4 | Encouraçado Minas Gerais | Estádio de Laranjeiras |
|            |            |       |                          |                        |

| 7 de abril | Encouraçado São Paulo | 1 - 6 | Iguaçu | Rua Campos Salles |
|            |                       |       |        |                   |

- Filhos de Iguaçu, America, Fluminense, Fuzileiros Navais, Flamengo, Encouraçado Minas Gerais e o Iguaçu estão classificados para a Segunda Eliminatória
- Palestra Italia, Ypiranga, Jequiá, Bonsucesso, Byron, Cascatinha e Encouraçado São Paulo estão classficados para a Primeira Repescagem

### Segunda Eliminatória
| 7 de abril | Bandeirantes | 8 - 2 | Barreto | Rua Campos Salles |
|            |              |       |         |                   |

| 14 de abril | America | 8 - 0 | Serrano | Estádio de Laranjeiras |
|             |         |       |         |                        |

| 14 de abril | Filhos de Iguaçu | 4 - 3 | Nictheroyense | Estádio de Laranjeiras |
|             |                  |       |               |                        |

| 14 de abril | Fluminense de Niteroí | 2 - 8 | Fluminense                          | Rua Campos Salles                 |
|             | Juca · Dosinho        |       | Sobral · Vicentino · Russo · Pirica | Árbitro: Carlos Oliveira Monteiro |

| 14 de abril | Fuzileiros Navais | 3 - 2 | Engenho de Dentro | Rua Campos Salles |
|             |                   |       |                   |                   |

| 21 de abril | Flamengo | 2 - 1 | Anchieta | Estádio de Laranjeiras |
|             |          |       |          |                        |

| 21 de abril | Encouraçado Minas Gerais | 2 - 0 | Aviação Naval | Estádio de Laranjeiras |
|             |                          |       |               |                        |

| 21 de abril | Modesto | 1 - 3 | Iguaçu | Rua Campos Salles |
|             |         |       |        |                   |

- Bandeirantes, America, Filhos de Iguaçu, Fluminense, Fuzileiros Navais, Flamengo, Encouraçado Minas Gerais, Flamengo e Iguaçu estão classificados para a Terceira Eliminatória
- Barreto, Serrano, Niteroiense, Fluminense de Niterói, Engenho de Dentro, Anchieta, Aviação Naval e Modesto estão classificados para a Segunda Repescagem

### Terceira Eliminatória
| 5 de maio | Fuzileiros Navais | 2 - 1 | Iguaçu | Estádio de Laranjeiras |
|           |                   |       |        |                        |

| 5 de maio | Flamengo | 7 - 0 | Bandeirantes | Rua Campos Salles |
|           |          |       |              |                   |

| 19 de maio | America | 6 - 1 | Filhos de Iguaçu | Estádio de Laranjeiras |
|            |         |       |                  |                        |

| 26 de maio | Encouraçado Minas Gerais | 0 - 7 | Fluminense | Rua Campos Salles |
|            |                          |       |            |                   |

- Fuzileiros Navais, Flamengo, America, Fluminense estão classificados para a Quarta Eliminatória
- Iguaçu, Bandeirantes, Filhos de Iguaçu e Encouraçado Minas Gerais estão classificados para a Terceira Repescagem

### Quarta Eliminatória
| 9 de junho | America | 1 - 1 | Flamengo | Estádio de Laranjeiras |
|            |         |       |          |                        |

| 9 de junho | Fuzileiros Navais | 3 - 1 | Fluminense | Rua Campos Salles |
|            |                   |       |            |                   |

| 16 de junho - Jogo Desempate | Flamengo | 0 - 3 | America | Estádio de Laranjeiras |
|                              |          |       |         |                        |

- Com esses resultados o America e os Fuzileiros Navais estão classificados para a Fase Final
- Flamengo e Fluminense estão classificados a última repescagem

## Repescagem

### 1ª Repescagem
| 21 de abril | Bonsucesso                          | 9 - 2 | Encouraçado São Paulo | Rua Campos Salles                    |
|             | Sandoval · Hermes · Isaac · Almeida |       | Agnaldo               | Árbitro: Carlos de Oliveira Monteiro |

BonsucessoDurval; Nenen e Ignácio; Nico, Eurico e Hermes; Waldemar, Isaac, Sandoval, Almeida e Miro.
Encouraçado São PauloClaudionor; Nelson e Fiuza; Alberto, Florencio e Arlindo; Jayme, Cruz, Leonel, Sandoval e Agnaldo
| 28 de abril | Anchieta | 1-WO       | Barreto | Laranjeiras |
|             |          | [ nota 1 ] |         |             |

| 28 de abril | Jequiá | 0 - 0 | Cascatinha | Laranjeiras |
|             |        |       |            |             |

| 28 de abril | Nictheroyense | 1 - 2 | Serrano | Campos Salles |
|             |               |       |         |               |

| 28 de abril | Palestra Itália | 6 - 2 | Ypiranga | Campos Salles |
|             |                 |       |          |               |

| 1 de maio - Jogo Desempate | Cascatinha | 3 - 5 | Jequiá | Campos Salles |
|                            |            |       |        |               |

| 5 de maio | Aviação Naval | 1 - 7 | Fluminense de Niterói                     | Laranjeiras            |
|           | Raimundo      |       | Edgard · Silva · Walter · Vidal · Armando | Árbitro: Lippe Peixoto |

FluminenseAcyr; Vieira e Neiva; Osvaldo, João e Alvaro; Silva, Walter, Vidal, Edgar e Armando.
Aviação NavalPortugal; Edgard (Henrique) e Zacharias; Joaquim, Batista e Humberto; Raimundo, Oliveira, Carneiro, Mário e Antonio.
| 19 de maio | Modesto | 2 - 1 | Engenho de Dentro | Campos Salles |
|            |         |       |                   |               |

- os vencedores estão classificados para a Segunda Repescagem
- os perdedores estão eliminados

### 2ª Repescagem
| 5 de maio | Byron | 2 - 3 | Anchieta | Campos Salles |
|           |       |       |          |               |

| 19 de maio | Fluminense de Niterói | 4 - 3 | Jequiá | Campos Salles |
|            |                       |       |        |               |

| 26 de maio | Palestra Italia | 1 - 4 | Serrano | Laranjeiras |
|            |                 |       |         |             |

| 26 de maio | Bonsucesso | 0 - 2 | Modesto | Laranjeiras |
|            |            |       |         |             |

- os vencedores estão classificados para a Terceira Repescagem
- os perdedores estão eliminados

### 3ª Repescagem
| 19 de maio | Anchieta | 4 - 2 | Bandeirantes | Laranjeiras |
|            |          |       |              |             |

| 2 de junho | Serrano | 1 - 4 | Filhos de Iguaçu | Campos Salles |
|            |         |       |                  |               |

| 2 de junho | Modesto | 4 - 1 | Iguaçu | Campos Salles |
|            |         |       |        |               |

| 2 de junho | Fluminense de Niterói | 3 - 5 | Encouraçado Minas Gerais | Campos Salles |
|            |                       |       |                          |               |

- os vencedores estão classificados para a Quarta Repescagem
- os perdedores estão eliminados

### 4ª Repescagem
| 9 de junho | Anchieta | 1 - 3 | Filhos de Iguaçu | Laranjeiras |
|            |          |       |                  |             |

| 9 de junho | Modesto | 2 - 2 | Encouraçado Minas Gerais | Campos Salles |
|            |         |       |                          |               |

| 16 de junho - Jogo Desempate | Encouraçado Minas Gerais | 1 - 3 | Modesto | Campos Salles |
|                              |                          |       |         |               |

- Filhos de Iguaçu e Modesto estão classificados para a Quinta Repescagem
- Anchieta e Encouraçado Minas Gerais estão eliminados

### 5ª Repescagem
| 16 de junho | Filhos de Iguaçu | 0 - 4 | Fluminense                       | Campos Salles |
|             |                  |       | Vicente · Russo · Machado (pen.) |               |

| 19 de junho | Flamengo | 8 - 1 | Modesto | Laranjeiras |
|             |          |       |         |             |

- com esses resultados o Flamengo e Fluminense estão classificados ao Turno Final
- Modesto e o Filhos de Iguaçu estão eliminados

## Turno Final
| 23 de junho | Flamengo | 0 - 0 | Fluminense | Laranjeiras |
|             |          |       |            |             |

| 23 de junho | Fuzileiros Navais | 0 - 2 | America | Campos Salles |
|             |                   |       |         |               |

| 7 de julho | Fluminense | 4 - 0 | Fuzileiros Navais | Laranjeiras |
|            |            |       |                   |             |

| 7 de julho | Flamengo | 2 - 5 | America | Campos Salles |
|            |          |       |         |               |

| 14 de julho | Flamengo | 1 - 0 | Fuzileiros Navais | Campos Salles |
|             |          |       |                   |               |

| 14 de julho | Fluminense                      | 3–1 | America   | Laranjeiras                                                         |
|             | Hércules 68' · Gabardo 71', 83' |     | Lindo 46' | Público: 10,000 pagantes Renda: 41:509:500 Árbitro: Guilherme Gomes |

## Ficha técnica da final
Fluminense 3–1 America
Data: 14 de julho de 1935.
Local: Estádio de Laranjeiras (Fluminense).
Árbitro: Guilherme Gomes.
Renda: 41:509:500.
Público: 10.000 pagantes.
FFC: Batatais; Ernesto e Machado; Marcial, Brant e Orozimbo; Sobral, Russo, Gabardo, Vicentino e Hércules. Técnico: J. A. Quincey Taylor.
AFC: Wálter (Helion); Vital e Cachimbo; Oscarino, Og e Possato; Lindo, Clóvis, Carola, Ismael e Orlandinho. :Técnico: Fernando Ojeda.
Gols: Lindo (46'), Hércules (68'), Gabardo (71'), Gabardo (83').
| Pos. |                   | J | V | E | D | GP | GC | SG | Pts |
| ---- | ----------------- | - | - | - | - | -- | -- | -- | --- |
| 1    | Fluminense        | 3 | 2 | 1 | 0 | 7  | 1  | 6  | 5   |
| 2    | America           | 3 | 2 | 0 | 1 | 8  | 5  | 3  | 4   |
| 3    | Flamengo          | 3 | 1 | 1 | 1 | 3  | 5  | -2 | 3   |
| 4    | Fuzileiros Navais | 3 | 0 | 0 | 3 | 0  | 7  | -7 | 0   |

| Torneio Aberto de 1935               |
| ------------------------------------ |
| Fluminense Football Club (1º título) |

## Classificação geral
| Equipe                   | J | V | E | D | GP | GC | SG  | Pts. |
| ------------------------ | - | - | - | - | -- | -- | --- | ---- |
| Turno Final              |   |   |   |   |    |    |     |      |
| Fluminense               | 8 | 6 | 1 | 1 | 37 | 9  | 28  | 13   |
| America                  | 8 | 6 | 1 | 1 | 31 | 8  | 23  | 13   |
| Flamengo                 | 9 | 5 | 2 | 2 | 30 | 13 | 17  | 12   |
| Fuzileiros Navais        | 7 | 4 | 0 | 3 | 12 | 14 | -2  | 8    |
| Eliminados na Repescagem |   |   |   |   |    |    |     |      |
| Modesto                  | 7 | 4 | 1 | 2 | 15 | 16 | -1  | 9    |
| Filhos de Iguaçu         | 6 | 4 | 0 | 2 | 14 | 16 | -2  | 8    |
| Encouraçado Minas Gerais | 6 | 3 | 1 | 2 | 14 | 18 | -4  | 7    |
| Anchieta                 | 5 | 3 | 0 | 2 | 10 | 9  | 1   | 6    |
| Jequiá                   | 4 | 1 | 1 | 2 | 11 | 17 | -6  | 5    |
| Iguaçu                   | 4 | 2 | 0 | 2 | 11 | 8  | 3   | 4    |
| Fluminense               | 4 | 2 | 0 | 2 | 16 | 17 | -1  | 4    |
| Serrano                  | 4 | 2 | 0 | 2 | 7  | 14 | -7  | 4    |
| Bonsucesso               | 3 | 1 | 0 | 2 | 12 | 8  | 4   | 2    |
| Palestra Itália          | 3 | 1 | 0 | 2 | 8  | 8  | 0   | 2    |
| Bandeirantes             | 3 | 1 | 0 | 2 | 10 | 13 | -3  | 2    |
| Cascatinha               | 3 | 1 | 0 | 2 | 6  | 9  | -3  | 1    |
| Nictheroyense            | 2 | 0 | 0 | 2 | 4  | 6  | -2  | 0    |
| Engenho de Dentro        | 2 | 0 | 0 | 2 | 3  | 5  | -2  | 0    |
| Barreto                  | 2 | 0 | 0 | 2 | 2  | 9  | -7  | 0    |
| Byron                    | 2 | 0 | 0 | 2 | 4  | 12 | -8  | 0    |
| Ypiranga                 | 2 | 0 | 0 | 2 | 3  | 11 | -8  | 0    |
| Aviação Naval            | 2 | 0 | 0 | 2 | 1  | 9  | -8  | 0    |
| Encouraçado São Paulo    | 2 | 0 | 0 | 2 | 3  | 15 | -12 | 0    |